# Benzoesan metylu
Benzoesan metylu, C
6H
5COOCH
3 – organiczny związek chemiczny z grupy benzoesanów, ester kwasu benzoesowego i metanolu, z których można go otrzymać w obecności katalizatora kwasowego. Jest bezbarwną cieczą o charakterystycznym zapachu. Rozpuszcza się w rozpuszczalnikach organicznych, np. etanolu, słabo rozpuszcza się w wodzie, ulegając w niej hydrolizie:
C
6H
5COOCH
3 + H
2O → C
6H
5COOH + CH
3OH